# Congrés Internacional de Matemàtics de 1936
El Congrés Internacional de Matemàtics de 1936 va ser el desè Congrés Internacional de Matemàtics celebrat del 13 de juliol al 18 de juliol de 1936, a la ciutat d'Oslo, Noruega.
Durant aquest Congrés es van presentar les primeres Medalles Fields. El nord-americà Jesse Douglas i el finlandès Lars Ahlfors van ser els primers medallistes Fields.
Uns quants matemàtics alemanys que s'esperava que assistirien no van aparèixer perquè les autoritats nazis els havien denegat el dret de viatjar. Els italians i els matemàtics soviètics també es van mantenir a casa.
Tot i que els matemàtics espanyols no van assistir al Congrés a causa de l'Guerra Civil espanyola, Fernando Sunyer va participar en representació dels matemàtics espanyols.

## Antecedents històrics
El Nazis havia estat al poder a Alemanya des de 1933, i el seu acomiadament dels estudiosos jueus dels llocs universitaris ja havia tingut un efecte profund en l'acadèmia de tot el món. El març de 1936, Alemanya havia remilitaritzat la Renania, en violació del Tractat de Versalles, i va intentar millorar encara més la seva posició internacional organitzant els Jocs Olímpics d'estiu de 1936.

L'octubre de 1935, les tropes de la Itàlia de Mussolini havien envaït Etiòpia (aleshores Abissínia), per a una condemna internacional generalitzada, i a l'URSS, Stalin va ser reforçant el seu poder i estava a punt de desencadenar el seu Gran Terror.

## Visió general
A la sessió de clausura del Congrés de 1932 el 12 de setembre de 1932, Alf Guldberg, en nom dels matemàtics de Noruega, va tenir l'honor de convidar els matemàtics a Oslo per al proper Congrés Internacional de Matemàtics.